# Carole Scotta
Carole Scotta est une productrice, distributrice de film et exploitante de salle de cinéma française née le 16 mai 1966.
Elle est présidente de la société de production indépendante Haut et Court qu’elle a fondée en 1992 et du syndicat professionnel des Distributeurs indépendants réunis européens (DIRE).

## Biographie
Carole Scotta est née le 16 mai 1966.
Elle fonde la société de production indépendante Haut et Court en 1992 avec deux amis, Laurence Petri et Simon Arral.
Carole Scotta est présidente, avec Éric Lagesse, du syndicat professionnel des Distributeurs indépendants réunis européens (DIRE),.
Elle est membre du Collectif 50/50 qui a pour but de promouvoir l’égalité des femmes et des hommes et la diversité dans le cinéma et l’audiovisuel.
Lors du Festival international du film de Saint-Sébastien 2024, elle est membre du jury des longs-métrages.

## Filmographie sélective
Sauf indication contraire, les informations mentionnées dans cette section peuvent être confirmées par la base de données cinématographiques IMDb,  présente dans la section « Liens externes ».
- 1997 : Ma vie en rose, d'Alain Berliner
- 1998 : Quelque chose d'organique, de Bertrand Bonello
- 1998 : Le Premier Jour ou Minuit (O Primeiro Dia ou Meia notte) de Walter Salles et Daniela Thomas
- 1999 : Peau neuve, d'Émilie Deleuze
- 2000 : Ressources humaines, de Laurent Cantet[6]
- 2002 : La Sirène rouge, d'Olivier Megaton
- 2004 : Les Revenants, de Robin Campillo[7]
- 2005 : Backstage, d'Emmanuelle Bercot
- 2006 : Vers le sud, de Laurent Cantet
- 2008 : Entre les murs, de Laurent Cantet[2]
- 2009 : Coco avant Chanel, d'Anne Fontaine
- 2010 : L'autre monde, de Gilles Marchand
- 2011 : Les Géants, de Bouli Lanners
- 2012 : Pauline détective, de Marc Fitoussi
- 2013 : Foxfire, confessions d'un gang de filles, de Laurent Cantet
- 2013 : L'Autre Vie de Richard Kemp, de Germinal Alvarez
- 2016 : The Young Pope, de Paolo Sorrentino[7]
- 2021 : Ce qui reste d'Anne Zohra Berrached
- 2022 : La Nuit du 12 de Dominik Moll
- 2023 : Normale d'Olivier Babinet
- 2024 : Mister Spade (Monsieur Spade) (mini-série) - 6 épisodes

## Distinctions
- 1992 : prix annuel de la fondation Hachette[8]
- 1992 : bourse Fondation Jean-Luc Lagardère. Le projet récompensé, A cran de Solange Martin, ne fut pas produit, elle utilisa la bourse pour produire Ma vie en rose d'Alain Berliner[9]
- 2017 : prix Fabienne-Vonier du Festival Lumière[10]
- 2023 : pour La Nuit du 12
  - Prix Daniel-Toscan-du-Plantier avec Barbara Letellier
  - César du meilleur film